# Hunter Parrish
Hunter Parrish (Richmond, Virginia, 13 de maio de 1987) é um ator e cantor norte-americano. É mais conhecido por interpretar Stan no filme 17 Outra Vez, Silas Botwin na série Weeds e Clay Haas na série Quantico.

## Biografia
Parrish nasceu em Richmond, Virgínia, mas cresceu em Plano, Texas. Em 2007, graduou-se no ensino médio pela Texas Tech University Independent School District.
Parrish já atuou como convidado em várias séries televisivas, incluindo CSI: Crime Scene Investigation, Close to Home, Law & Order: Special Victims Unit e Summerland. Ele também apareceu em filmes como Dormindo Fora de Casa e Férias no Trailer.
No filme Escritores da Liberdade, Parrish atuou como "Ben Samuels", único aluno branco em uma escola. Thomas Hibbs do National Review Online observou que Parrish atuou no papel com um "humor despretensioso".
Em 11 de agosto de 2008, Parrish se juntou ao elenco do musical da Broadway, ganhador do prêmio Tony Awards, Spring Awakening, no papel de "Melchior Gabor" no Eugene O'Neill Theatre, em Nova Iorque, recebendo elogios da crítica. Ele permaneceu no papel até o encerramento do espetáculo em 18 de janeiro de 2009.
Em agosto de 2008, Parrish divulgou um vídeo no funnyordie.com intitulado "Cougar 101 with Hunter Parrish".
Desde 2007, ele possui um talk show na web com seus amigos Kyle Sherman e Allison Tyler chamado "Two Guys and a Girl".

## Filmografia
| Filmes      | Filmes                            | Filmes         | Filmes       |
| Ano         | Título                            | Papel          | Notas        |
| ----------- | --------------------------------- | -------------- | ------------ |
| 2004        | Dormindo Fora de Casa             | Lance          |              |
| 2005        | Steal Me                          | Tucker         |              |
| 2005        | Premonition                       | Charlie        |              |
| 2005        | Down in the Valley                | Kris           |              |
| 2006        | Férias no Trailer                 | Earl Gornicke  |              |
| 2007        | Escritores da Liberdade           | Ben Daniels    |              |
| 2009        | 17 Outra Vez                      | Stan           |              |
| 2009        | Paper Man                         |                |              |
| 2009        | Simplesmente Complicado           | Luke Adler     |              |
| 2010        | The Space Between                 |                |              |
| 2014        | Para Sempre Alice                 | Tom Howland    |              |
| Televisão   |                                   |                |              |
| Ano         | Título                            | Papel          | Notas        |
| 2003        | The Guardian                      | Hank           | 1 episódio   |
| 2005        | Summerland                        | Tracy Hart     | 1 episódio   |
| 2005        | CSI: Crime Scene Investigation    | Jeremy McBride | 1 episódio   |
| 2006        | In Justice                        | Kevin Rounder  | 1 episódio   |
| 2006        | Close to Home                     | Jay Stratton   | 1 episódio   |
| 2006        | Campus Ladies                     | Estudante      | 1 episódio   |
| 2007        | Law & Order: Special Victims Unit | Jordan Owens   | 1 episódio   |
| 2005 / 2010 | Weeds                             | Silas Botwin   | 76 episódios |
| 2018        | This is Us                        | Alan           | 2 episódios  |

## Prêmios e Indicações
| Prêmios | Prêmios   | Prêmios                    | Prêmios                                            | Prêmios               |
| Ano     | Resultado | Premiação                  | Categoria                                          | Título                |
| ------- | --------- | -------------------------- | -------------------------------------------------- | --------------------- |
| 2005    | Indicado  | Young Artist Awards        | Melhor Performance em Filme - Elenco Jovem         | Dormindo Fora de Casa |
| 2005    | Venceu    | Method Fest                | Melhor Ator                                        | Steal Me              |
| 2007    | Indicado  | Screen Actors Guild Awards | Performance Marcante de Elenco em Série de Comédia | Weeds                 |
| 2009    | Indicado  | Screen Actors Guild Awards | Performance Marcante de Elenco em Série de Comédia | Weeds                 |